# Tylimanthus andinopatagonicus
Tylimanthus andinopatagonicus är en bladmossart som beskrevs av M.Stech et W.Frey. Tylimanthus andinopatagonicus ingår i släktet Tylimanthus och familjen Acrobolbaceae. Inga underarter finns listade i Catalogue of Life.